# Neues Museum
Il Neues Museum ("museo nuovo") è un museo statale di Berlino, sito sull'Isola dei musei.
Ospita la collezione egizia, della quale fanno parte alcuni pezzi di straordinario valore come, tra gli altri, il busto di Nefertiti.

## Storia
Il Neues Museum fu costruito per volere di Federico Guglielmo IV di Prussia fra il 1841 e il 1859, per accogliere la collezione egizia. Architetto fu Friedrich August Stüler, allievo di Karl Friedrich Schinkel, che diede all'edificio una veste classicista, con due cortili interni.
Gravemente danneggiato durante la seconda guerra mondiale, rimase in rovina fino al 1986. In seguito alla riunificazione tedesca, si decise di restaurare l'antico edificio. Il progetto di restauro fu affidato all'architetto inglese David Chipperfield, il quale operò in linea con i principi dichiarati nella Carta di Venezia, il documento redatto nel 1964 per disciplinare le modalità di conservazione e restauro dei beni architettonici. Egli non ha cercato di proporre una mera imitazione dell’elemento passato ormai scomparso, ma ha tentato piuttosto di rievocarlo, lasciando ben visibili le tracce della distruzione subita dall’edificio per effetto della guerra e del tempo. Il museo ha riaperto nel 2009 e il progetto di restauro è stato insignito del Premio Ue 2011 per l’architettura contemporanea / Premio Mies van der Rohe.